# Акбастау (Байдибекский район)
Акбастау (каз. Ақбастау, до 1992 г. — Глинково) — село в Байдибекском районе Туркестанской области Казахстана. Административный центр Акбастауского сельского округа. Находится примерно в 28 км к юго-востоку от районного центра, села Шаян. Через Акбастау проходит автомобильная дорога Шымкент — Туркестан. Код КАТО — 513635100.

## Население
В 1999 году население села составляло 3134 человека (1592 мужчины и 1542 женщины). По данным переписи 2009 года, в селе проживало 3300 человек (1666 мужчин и 1634 женщины).